# Білостоцька операція
Білостоцька операція (рос. Белостокская наступательная операция) здійснювалася в часі з 5 по 27 липня 1944 року, є складовою операції «Багратіон».

## Передуючі обставини
Операцію здійснювали війська Другого Білоруського фронту — 3-тя (генерал Олександр Горбатов), 49-та (генерал Іван Гришин) та 50-та армії (генерал Іван Болдін), котрі брали участь у Мінській операції, отримали наказ відразу розпочати наступ-переслідування німецьких 4-ї та 9-ї армій у напрямі Новогрудок — Вовковиськ — Білосток — щоб не дати можливості противнику зайняти оборонні позиції та організувати супротив на наперед створених рубежах, також завданням ставилося вийти до меж Східної Пруссії та в північно-східні частини Польщі.
Німецькі сили підготували 2 лінії оборони Гродно, перша проходила через села Переселка (згодом увійшло до складу Гродна), Дев'ятівка, Станіславово та інші, друга — по старій межі міста. Перша лінія оборони опиралася на старі фортечні форти Першої світової війни та посилена танками й САУ, місто обороняло до 6 піхотних дивізій. До складу Гродненської групи входили 5 поліцейських та охоронних полків групи «Ангальт», 3 полки генерала Готберга, 50-та піхотна дивізія — без одного полку. З Румунії в спішному порядку перекинуто 3-тю танкову дивізію СС «Мертва голова».

## Бої 5— 16 липня

Оберфельдфебель готує до підриву залізницю біля Гродно. Липень 1944.

Здійснення операції розпочалося силами 3-ї армії — понад 80 000 військових при 1589 гарматах, 148 танковах й САУ. В смузі наступу 3-ї армії діяли залишки 4 німецьких дивізій та кількох частин. Повітряну складову здійснювала 4-та повітряна армія — 577 літаків.
З 5 по 9 липня відбувалося знищення ар'єгардів розбитих нацистських з'єднань 9-ї армії групи армій «Центр», та прибуваючих резервів, просування вглиб оборони противника склало до 120—125 кілометрів. В часі наступу радянські війська долають проміжний оборонний рубіж по річках Німан й Сервач — 7 липня вийшов передовий загін 50-ї армії, цим самим прикривши правий фланг 3-ї армії при виконанні нею подальших завдань.
Частина радянських військ в цей час відбивали спроби нацистських сил вирватися з оточення під Мінськом. 7-го нацисти вибиті із Дзержинська, 8 липня радянські війська зайняли Новогрудок, Кореличі та Любчу. 9 липня було досягнуто рубежів річок Німан та Молчадь, зайнято місто Дятлово. Частини 49-ї армії в цей час відбивали нацистські атаки, котрі намагалися вирватися з оточення під Мінськом.
10 липня до бою вводяться частини 50-ї армії, до 16-го виходять в устя річки Свіслоч та середню течію Німану. У співдії з 31-ю армією (генерал Василь Глаголев) Третього Білоруського фронту та 3-м кавалерійським корпусом 50-та армія зав'язує бої за Гродно. Зупинено залишки 12-ї та 20-ї танкових німецьких дивізій, частини 4-х дивізі піхотних та 6-ти полків.
12 липня радянські частини вибили сили противника із Щучина.
14 липня сили Другого Білоруського фронту в боях займають міста Волковиськ та Скідель. 15 липня на підході до Гродно радянські війська відбили ряд німецьких атак із завданням значних втрат силам противника, нацисти закріпилися за Німаном по лінії села Баля Сольна.
16 липня Третім та Другим Білоруським фронтом зі сторони села Велика Каплиця в бою зайнято правобережну частину міста Гродна, 24 липня — житлові масиви за Німаном. 3-тя армія за цей час форсувала три великі річки та зайняла 14 липня Волковиськ й теж вийшла до річки Свіслоч. В ході боїв були зруйновані Гродненський залізничний вокзал, волонапіна башта, залізничний міст та паровозне депо. В штурмі міста Гродно були задіяні:
- підрозділи 1-ї повітряної армії (генерал Тимофій Хрюкін),
- підрозділи 4-ї повітряної армії (генерал Костянтин Вершинін),
- 5-та гвардійська кавалерійська дивізія (генерал Микола Чепуркін),
- 6-та гвардійська кавалерійська дивізія (генерал Павло Брікель),
- 42-га дивізія (полковник Антон Сліц),
- 95-та дивізія (полковник Сергій Артем'єв),
- 153-тя дивізія (полковник А. А. Щенников),
- 174-та дивізія (полковник Микита Демін),
- 220-та дивізія (генерал Василь Полевик),
- 290-та дивізія (генерал Ісаак Гаспарян),
- 352-га дивізія (генерал Микола Стриженко),
- дивізії 36-го стрілецького корпусу,
- дивізії 69-го стрілецького корпусу,
- дивізії 81-го стрілецького корпусу (генерал Федір Захаров),
- 926-й самохідний артилерійський полк (підполковник Олександр Микитович Хухрін) — БА-64, та 927-й (підполковник Федір Андрійович Легеза),
- 140-ва армійська гарматна артилерійська батарея (полковник В. С. Федотов) 31-ї армії Третього Білоруського фронту,
- 1444-й самохідний артилерійський полк (полковник Ф. П. Мячев) — СУ-76,
- 4-та винищувально-протитанкова артилерійська бригада (полковник Михайло Петрович Савлевич, загинув 22 липня 1944-го) 50-ї армії,
- зведена винищувальна бригада (підполковник В. Е. Ковтанюк (Ковтонюк)) 3-го гвардійського кавалерійського корпусу.

## Бойові дії 17— 27 липня
Протягом 17 — 27 липня війська фронту в боях виходять на підступи до кордонів Східної Пруссії, цим самим почавши зайняття північно-східних земель Польщі. Просування вглиб склало 45-60 кілометрів, радянські сили наблизилися до Августовського каналу.
17 липня радянські та польські війська вступають у Сопоцькин, де зав'язалися бої із підійшлими з Румунії танковими підрозділами нацистів.
18 липня на дорозі, котра веде до Ліпська, підбито 10 із 30 атакуючих німецьких танків. Для прориву німецької оборони в цьому напрямі задіюється 46-й жіночий авіаполк, по нічному бомбардуванню з У-2 згоріло кілька десятків танків.
22 липня радянські війська починають наступ по всьому фронту оборони німецьких танкістів, частини розбиті і відступають, у багатьох випадках лишаючи танки.
27 липня в ході операції нацистські сили вибиті із Білостока військами Другого Білоруського фронту, цього ж дня зайняте прикордонне село Біляни. У зайнятті міста були задіяні підрозділи 3-ї армії — 41-го стрілецького корпусу (генерал Віктор Урбанович):
- підрозділи 40-го стрілецького корпусу (генерал Володимир Кузнецов),
- 120-та гвардійська стрілецька дивізія (полковник Петро Телков),
- підрозділи 169-ї стрілецької дивізії (полковник Федір Верьовкін),
- 269-та стрілецька дивізія (генерал Олексій Кутасов),
- 283-тя стрілецька дивізія (полковник Василь Коновалов),
- 1901-й самохідний артилерійський полк (підполковник Трохим Зірка),
- 13-та винищувально-протитанкова артилерійська бригада (полковник Іван Кілеєв),
- 44-та армійська гарматна артилерійська бригада (полковник Рафаель Айрапетов),
- підрозділи 4-ї гвардійської мінометної бригади (полковник Микола Коритько),
- повітряне прикриття здійснювали літаки 4-ї повітряної армії та підрозділи авіації далекої дії.

Першим до міста увійшов 3-й кавалерійський корпус (генерал Микола Осликовський) — ескадрон 23-го кавалерійського полку, кавалеристів підтримував 198-й танковий полк (підполковник Карпов Костянтин Миколайович) зі складу 6-ї гвардійської кавалерійської дивізії. В складі 198-го полку були Т-34, Мк III «Валентайн» та одна трофейна «Пантера», яку використали для введення в оману при зайнятті залізничної станції Пореч'є.

## Наслідки та вшанування
У результаті операції радянські війська вийшли на рубіж східніше Августова — Домброва — західніше Білостока, було зайнято кілька сотень населених пунктів. Почалося входження радянських підрозділів в північно-східні райони Польщі, також здійснено вихід на ближні підступи до кордонів Східної Пруссії.
Загальна глибина просування склала до 300 кілометрів, денна швидкість наступу сягала 20-22 кілометрів. Знищеними були 4 німецькі дивізії, 6-ти дивізіям та 2 бригадам завдано значних втрат.
32 частини та з'єднання, котрі відзначилися при штурмі Гродна, отримали почесні звання Гродненських. Загалом 52 з'єднання та частини отримали почесні звання «Білостоцьких», «Волковиських» та «Гродненських». Серед відзначених званням «Гродненських» — * 494-й (підполковник Артем Павлович Булавко),
- 508-й (підполковник Іван Андрійович Железников),
- 628-й (підполковник Іван Степанович Мудрак) стрілецькі полки,
- 49-й гарматний артилерійський полк (майор Арбатов Борис Петрович),
- 62-й штурмовий авіаційний полк (підполковник Старовойтов Пилип Степанович),
- 103-й штурмовий авіаційний полк (підполковник Єрмілов Іван Опанасович),
- 162-й винищувальний авіаційний полк (підполковник Коломін Петро Іванович),
- 634-й (майор Лопуховський Олександр Іванович) та
- 644-й нічний бомбардувальний авіаційний полк (підполковник Катруха Степан Микитович),
- 202-й інженерно-саперний батальйон (підполковник Целищев Олександр Макарович),
- 875-й (капітан Харитонов Іван Петрович) та
- 877-й (майор Івін Пантелеймон Іванович) окремі саперні батальйони,
- 653-й окремий лінійний батальйон зв'язку (майор Микола Іванович Пивоваров),
- 566-та окрема телеграфно-будівельна рота (капітан Артем Титович Сергеєв),
- 967-ма окрема кабельна рота (капітан Микола Михайлович Андреєв).

Звання Героя СРСР вдостоїлося 30 чоловік, зокрема:
- Дьяков Йосип Іванович, старший лейтенант — 15 липня в боях за Гродно замінив пораненого командира роти, очолив атаку, в ході якої було вбито до 80 німецьких солдатів та офіцерів та зайнято траншею,
- Овчинников Микола Тихонович — командир шабельного ескадрону 23-го гвардійського кавалерійського полку, 16 липня ескадрон серед перших увірвався до Гродно та кілька годин відбивали атаки, нацисти втратили до 250 людей, решта підрозділу склала зброю.